# Стефан Грънчаров
Стефан Пенчов Грънчаров е български ботаник и учител.
Роден е в с. Патрешко, Троянско, близо до Троянския манастир. Завършва Самоковската духовна семинария 1888 – 1891, малко по-късно и 2-годишния курс на Висшето училище в София, Историко-филологически факултет, 1895. Учителства в Летница, Тутракан, Разград, Елена, Тетевен и др. Накрая се установява в с. Караш, Врачанско, (1911), като от 1923 е директор на Прогимназията в селото. Пенсионира се в 1932 г. и остава да живее там до края на дните си.
През 20-те и 30-те години на XX в. ботанизира усилено, като подготвя и предава голям брой хербаризирани сбирки с растения от района. В 1930 става редовен член на Ботаническото дружество, учредено към Университета. На негово име са назовани два вида карамфили, които се срещат единствено в района на Струпешката могила. Това му откритие е отбелязано като принос към прохождащата ботаническа наука в България.
Поддържа контакти с видни интелектуалци за времето си – поета Никола Ракитин, големия български етнограф Христо Вакарелски, Иван Буреш, директор на Естествено-историческия музей на Н.В. Царя, Иван Урумов, ботаник и сътрудник в същия музей, с акад. Ив. Узунов, проф. Борис Ахтаров и др.
Стефан Грънчаров е един от основателите на хор „Железни струни“, Разград, 1904 г., който съществува и до днес.
Основател е на светски и църковен хор към църквата „Св. Никола“ в Караш, като по този начин в празнични дни е привличал хора и от съседни села и махали. Изиграва значима роля в културното и общественото издигане на населението, като е изнасял сказки, организирал е училищни и общоселски празници, писал е статии в пресата. Подпомогнал е изграждането на камбанарията на църквата и звуковия часовник на читалището.
За заслугите му към църковното дело и обществения живот на селото е погребан в двора на църквата до олтара.
Днес в малкия музей в читалището, организиран от инициативни карашани, се съхраняват някои от учебниците (издавани в периода 1890 – 1910), с които е раздавал светлина на учениците си, а също и някои книги от собствената му библиотека. Всички те носят саморъчния му подпис.
Дневник от времето на учителстването му в с.Караш се съхранява в Държавния архив във Враца.
В съавторство с родственика си Давид Грънчаров описва живота на Чакър войвода, живял в Самоков и околностите. Съставил е учебник за началните училища (останал неиздаден).
Признателните наследници на тази възрожденска фигура, днешните обитатели на село Караш, някои от които дори все още си го спомнят, са организирали тържествено честване на 150-годишнината от рождението му през 2017 г. в читалището на селото.